# Independent Spirit Awards 2004
Die 19. Verleihung der Independent Spirit Awards fand am 28. Februar 2004 statt und wurde von John Waters moderiert.

## Zusammenfassung
Der große Sieger war Sofia Coppolas melancholische Liebesgeschichte Lost in Translation mit vier Awards. Konkurrenzfilme waren unter anderem die Comicverfilmung American Splendor (fünf Nominierungen, kein Award), die Dramen Haus aus Sand und Nebel (House of Sand and Fog) (ein Award, zwei Nominierungen) und Monster (zwei Awards, eine Nominierung) und Jim Sheridans Einwandererfilm In America (zwei Awards, vier Nominierungen). Errol Morris’ The Fog of War: Eleven Lessons from the Life of Robert S. McNamara wurde wie bei den Oscars bester Dokumentarfilm, Niki Caros Whale Rider schlug Sylvain Chomets Das große Rennen von Belleville (Les triplettes de Belleville) und Fernando Meirelles’ Cidade de Deus und wurde bester ausländischer Film. Alejandro González Iñárritus 21 Gramm (21 Grams) war wegen seines Budgets für die offiziellen Awards nicht wählbar und erhielt einen Sonderpreis.

## Gewinner und Nominierte

### Bester Film
Lost in Translation – Sofia Coppola, Ross Katz
American Splendor – Ted Hope
In America – Jim Sheridan, Arthur Lappin
Raising Victor Vargas – Alain de la Mata, Robin O’Hara, Scott Macauley, Peter Sollett
Shattered Glass – Craig Baumgarten, Tove Christensen, Gaye Hirsch, Adam Merims

### Bester Debütfilm
Monster – Patty Jenkins, Mark Damon, Donald Kushner, Clark Peterson, Charlize Theron, Brad Wyman
Bomb the System – Adam Bhala Lough, Ben Rekhi, Sol Tryon
Dreizehn (Thirteen) – Catherine Hardwicke, Jeffrey Levy-Hinte, Michael London
Haus aus Sand und Nebel (House of Sand and Fog) – Vadim Perelman, Michael London
Streets of Legend – Joey Curtis, Fredric King

### Beste Dokumentation
The Fog of War – Errol Morris
Mayor of the Sunset Strip – George Hickenlooper
My Architect – Nathaniel Kahn
OT: Our Town – Scott Hamilton Kennedy
Power Trip – Paul Devlin

### Bester Hauptdarsteller
Bill Murray – Lost in Translation
Peter Dinklage – The Station Agent
Paul Giamatti – American Splendor
Ben Kingsley – Haus aus Sand und Nebel (House of Sand and Fog)
Lee Pace – Soldier’s Girl

### Beste Hauptdarstellerin
Charlize Theron – Monster
Agnes Bruckner – Blue Car
Zooey Deschanel – All the Real Girls
Samantha Morton – In America
Elisabeth Moss – Virgin

### Bester Nebendarsteller
Djimon Hounsou – In America
Judah Friedlander – American Splendor
Troy Garity – Soldier’s Girl
Alessandro Nivola – Laurel Canyon
Peter Sarsgaard – Shattered Glass

### Beste Nebendarstellerin
Shohreh Aghdashloo – Haus aus Sand und Nebel (House of Sand and Fog)
Sarah Bolger – In America
Patricia Clarkson – Pieces of April – Ein Tag mit April Burns
Hope Davis – The Secret Lives of Dentists
Frances McDormand – Laurel Canyon

### Bestes Leinwanddebüt
Nikki Reed – Dreizehn (Thirteen)
Anna Kendrick – Camp
Judy Marte – Raising Victor Vargas
Victor Rasuk – Raising Victor Vargas
Janice Richardson – Anne B. Real

### Beste Regie
Sofia Coppola – Lost in Translation
Jim Sheridan – In America
Peter Sollett – Raising Victor Vargas
Shari Springer Berman, Robert Pulcini – American Splendor
Gus Van Sant – Elephant

### Bestes Drehbuch
Sofia Coppola – Lost in Translation
Christopher Guest, Eugene Levy – A Mighty Wind
Peter Hedges – Pieces of April – Ein Tag mit April Burns
Billy Ray – Shattered Glass
Shari Springer Berman, Robert Pulcini – American Splendor

### Bestes Drehbuchdebüt
Tom McCarthy – The Station Agent
Catherine Hardwicke, Nikki Reed – Dreizehn (Thirteen)
Patty Jenkins – Monster
Karen Moncrieff – Blue Car
Peter Sollett, Eva Vives – Raising Victor Vargas

### Beste Kamera
Declan Quinn – In America
Derek Cianfrance – Streets of Legend
M. David Mullen – Northfork
Harris Savides – Elephant
Mandy Walker – Shattered Glass

### John Cassavetes Award
Tom McCarthy, Mary Jane Skalski, Robert May, Kathryn Tucker – The Station Agent
Lisa France, Antonio Macia, Josselyne Herman, Luis Moro, Jeanine Rohn – Anne B. Real
Peter Hedges, Alexis Alexanian, John S. Lyons, Gary Winick – Pieces of April – Ein Tag mit April Burns
Deborah Kampmeier, Sarah Schenck – Virgin
Justin Lin, Ernesto Foronda, Fabian Marquez, Julie Asato – Better Luck Tomorrow

### Producers Award
Mary Jane Skalski – The Jimmy Show und The Station Agent
Callum Greene, Anthony Katagas – Happy Here and Now und Homework
Lauren Moews – Cabin Fever und Briar Patch

### Truer Than Fiction Award
Megan Mylan, Jon Shenk – Lost Boys of Sudan
Linda Goode Bryant, Laura Poitras – Flag Wars
Nathaniel Kahn – My Architect
Robb Moss – The Same River Twice

### Bester ausländischer Film
Whale Rider – Niki Caro
Cidade de Deus – Fernando Meirelles
Das große Rennen von Belleville (Les triplettes de Belleville) – Sylvain Chomet
Lilja 4-ever – Lukas Moodysson
Die unbarmherzigen Schwestern (The Magdelene Sisters) – Peter Mullan

### Someone to Watch Award
Andrew Bujalski – Funny Ha Ha
Ben Coccio – Zero Day
Ryan Eslinger – Madness and Genius

### Special Distinction Award
Alejandro González Iñárritu, Guillermo Arriaga, Robert Salerno, Sean Penn, Benicio del Toro, Naomi Watts – 21 Gramm (21 Grams)